# Off Camera 2015
Ósma edycja Międzynarodowego Festiwalu Kina Niezależnego PKO OFF CAMERA odbyła się w dniach od 1 maja do 10 maja 2015 roku w Krakowie. Uroczystą Galę Otwarcia uświetnił gość specjalny – Roman Polański. Na zaproszonych gości przygotowano pokaz specjalny filmu Taxi Jafara Panahiego oraz koncert SKUBASA.
W programie festiwalowym znalazło się 110 filmów i 54 serialowych odcinków. Seanse miały miejsce w pięciu krakowskich kompleksach kinowych: kino „Kijów”, kino „Pod Baranami”, Krakowskie Centrum Kinowe ARS, Małopolski Ogród Sztuki i Kino Agrafka. Oprócz tradycyjnych pokazów, śladem nowojorskiego festiwalu Rooftop, widzowie uczestniczyli w projekcjach zorganizowanych na dachach: Hotelu Kossak, Gmachu Hebrewo, Międzynarodowego Centrum Kultury oraz na barce, podczas rejsu po Wiśle. Uczestnikom festiwalu zaproponowano także niebiletowane wieczorne seanse w „Kinie nad Wisłą”. przy Bulwarze Czerwieńskim prezentujące filmową klasykę.
Specjalne pokazy przygotowano również dla rodziców z dziećmi – wszystko to w ramach cyklu „OFF FAMILY”.
Na czas trwania festiwalu na Placu Szczepańskim powstało Miasteczko Filmowe, z wieloma atrakcjami, jak malowanie światłem, warsztaty dotyczące tworzenia produkcji filmowych, Strefę Gwiazd prowadzoną przez Oliviera Janiaka. Nie zabrakło również wydarzeń zorganizowanych dla najmłodszych, tworząc zajęcia z gatunków filmowych i charakteryzacji.
Podczas festiwalu zrealizowano także cykl wydarzeń branżowych przeznaczonych dla profesjonalistów ramach OFF CAMERA PRO INDUSTRY, na którą złożyły się dyskusje, warsztaty prawne, spotkania ze scriptwriterami, script konsultacje. Dla zaproszonych zagranicznych gości zorganizowano program „Spotlight on Poland”, w ramach których zaprezentowano rodzime lokacje filmowe.

## Konkurs Główny „Wytyczanie Drogi”
Międzynarodowy Konkurs o Krakowską Nagrodę Filmową to główna sekcja festiwalu PKO OFF CAMERA. O 100 000 USD walczyło dziesięć debiutów i drugich filmów młodych twórców. Zwycięzcę wybrało czteroosobowe jury: Ellen Lewis, Phyllida Lloyd, Gabriel Byrne pod przewodnictwem Sławomira Idziaka. Swojego faworyta po raz kolejny wybierało również jury Międzynarodowej Fedreacji Krytyki Filmowej FIPRESCI: Mike Naafs, István Szathmáry i Tadeusz Szczepański.
| Tytuł filmu              | Reżyseria         | Kraj produkcji                              |
| ------------------------ | ----------------- | ------------------------------------------- |
| '71                      | Yann Demange      | Wielka Brytania                             |
| Appropriate Behavior     | Desiree Akhavan   | Wielka Brytania                             |
| Bridgend                 | Jeppe Rønde       | Dania, USA, Wielka Brytania                 |
| Fidelio, Alice's Odyssey | Lucie Borleteau   | Francja                                     |
| Glassland                | Gerard Barrett    | Irlandia                                    |
| Ixcanul                  | Jayro Bustamante  | Gwatemala, Francja                          |
| Kebab i Horoskop         | Grzegorz Jaroszuk | Polska                                      |
| Key House Mirror         | Michael Noer      | Dania                                       |
| Magical Girl             | Carlos Vermut     | Hiszpania, Francja                          |
| Sworn Virgin             | Laura Bispuri     | Włochy, Szwajcaria, Niemcy, Albania, Kosowo |

## Konkurs Polskich Filmów Fabularnych
O główną nagrodę i 100 000 PLN walczyło dziesięć pełnometrażowych polskich fabuł. Zwycięzca został wybrany przez międzynarodowe jury, obradujące w składzie: Michael Coulter, Sandy Powell oraz Wentworth Miller.
| Tytuł filmu                | Reżyseria             | Kraj produkcji         |
| -------------------------- | --------------------- | ---------------------- |
| Body/Ciało                 | Małgorzata Szumowska  | Polska                 |
| Miasto 44                  | Jan Komasa            | Polska                 |
| Bogowie                    | Łukasz Palkowski      | Polska                 |
| Strefa nagości             | Urszula Antoniak      | Polska, Holandia       |
| Carte Blanche              | Jacek Lusiński        | Polska                 |
| Disco Polo                 | Maciej Bochniak       | Polska                 |
| Jak całkowicie zniknąć     | Przemysław Wojcieszek | Polska                 |
| Mur                        | Dariusz Glazer        | Polska                 |
| Pani z przedszkola         | Marcin Kryształowicz  | Polska                 |
| Pod elektrycznymi chmurami | Aleksey German        | Rosja, Ukraina, Polska |

## Laureaci
- Krakowska Nagroda Filmowa – Ixcanul w reżyserii Jayro Bustamantego

Wyróżnienia: Gerard Barrett, reżyser filmu Glassland, Ghity Nørby, główna aktorka w filmie Key House Mirror, Magnusa Nordenhof Jønck, autora zdjęć do filmu Bridgend
- Nagroda FIPRESCI – Sworn Virgin w reżyserii Laury Bispuri
- Nagroda w Konkursie Polskich Filmów Fabularnych – Body/Ciało w reżyserii Małgorzaty Szumowskiej
- Nagroda jury młodzieżowego – Magical Girl w reżyserii Carlosa Vermuta
- Nagroda Publiczności – Bogowie w reżyserii Łukasza Palkowskiego
- Nagroda dla najlepszego producenta – Agnieszka Dziedzic i Jakub Burakiewicz za Małe stłuczki.

Wyróżnienia: Marta Golba za dokumentalny film 15 stron świata oraz Piotr Woźniak-Starak za sukces frekwencyjny filmu Bogowie
- Wyróżnienie honorowe – Piotr Sobociński jr. za pracę przy Strefie nagości i Bogach

### Script Pro
- Nagroda Główna – Jarosław Marszewski za „Red planet white flag”
- II nagroda – Mariko Saga za „Dom tułaczy”
- III nagroda – Piotr Paliga za „Krew na rękach”
- Nagroda Specjalna CINEMAX – Paweł Podlejski i Michał Szalonek za tekst pt.: „Marek”

### Bierzcie i kręćcie
- Zastrzyk adrenaliny organizowany przez firmę Lotto – Piotr Klubicki, „Latające dzieci”
- Mogę więcej niż inni organizowany przez firmę Sony – Monika Stpiczyńska, „Wojtek”
- Relacja z wydarzenia organizowana przez firmę TVN24 – Pawła Najdora, „Safari po polsku”
- Pokazać muzykę orgranizowany przez firmę Plus – Marcin Ożóg, teledysk do „Dryfu” zespołu Kariera
- Allegro Short Film – Bartek Tryzna, „Kuzyni”
- Allegro Short Lab – Hubert Patynowski, „Nieśmiertelna”, nakręcona na podstawie scenariusza „Aparat”

## Off Scena
Specjalna sekcja festiwalu koncentrująca się na promocji niezależnej muzyki. Podczas dziewięciu festiwalowych wieczorów na scenie Klubu Festiwalowego, który mieścił się w Klubie Muzycznym Forty Kleparz zaprezentowały się łącznie 22 zespoły.
- Stefan Wesołowski
- Hatti Vatti (feat. Misia Furtak)
- Magnificent Muttley
- Bajzel
- Bite the Buffalo
- Zimowa
- Marcelina
- Ivy&Gold
- Atlas Like
- Tomek Makowiecki
- Sjón
- When Saints Go Machine
- Pawilon Nocnych Zwierząt
- L.A.S
- GIN GA
- Jóga
- Sleep Party People
- We Were Evergreen
- Bobby The Unicorn
- Eric Shoves Them In His Pockets
- Papyllon
- Trupa Trupa